# Nelson (Colúmbia Britânica)

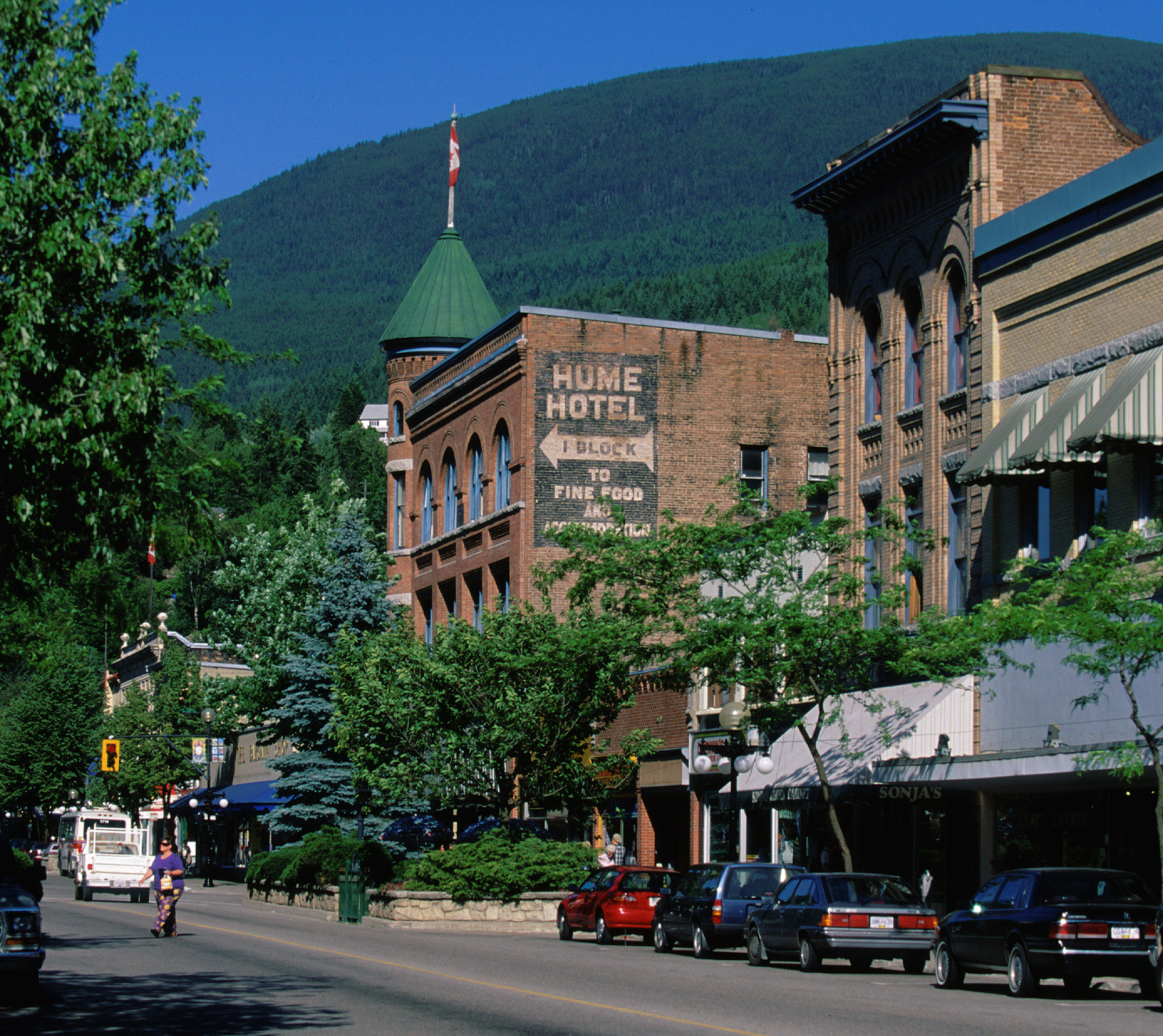
Imagem de uma rua da cidade.

Nelson (49º30' N 117º17' O) é uma cidade do Canadá, província de Colúmbia Britânica. É conhecida como Queen City (Cidade da Rainha). Sua população é de aproximadamente 10 mil habitantes.